# 同窓会 (米川英之の曲)
『同窓会』（どうそうかい）は、米川英之が1993年11月10日にバップからリリースした2枚目のシングルである。

## 解説
- バップ移籍後、最初にリリースされた作品。
- 同名のテレビドラマ、NTV「同窓会」イメージソング。
- この曲の原曲は、以前よりライブで演奏されていた『想い出にかわる季節』（作詞・加藤健）。同作品は2000年発売のアルバム『INTO THE LIGHT』に収録された。

## 収録曲
| 全作曲: 米川英之、全編曲: 米川英之・難波弘之。 |                              |        |            |      |
| #                                              | タイトル                     | 作詞   | 作曲・編曲 | 時間 |
| 1.                                             | 「同窓会」                   | 井沢満 | 米川英之   | 5:02 |
| 2.                                             | 「君の空 僕の海」            | 加藤健 | 米川英之   | 4:58 |
| 3.                                             | 「同窓会(Original karaoke)」 | 井沢満 | 米川英之   | 5:04 |